# انزو فرناندز
انزو فرناندز (انگلیسی: Enzo Fernández؛ زادهٔ ۱۷ ژانویه ۲۰۰۱) بازیکن فوتبال اهل آرژانتین است که در پست هافبک برای باشگاه فوتبال چلسی در لیگ برتر فوتبال انگلستان و تیم ملی آرژانتین بازی می‌کند. 
این هافبک آرژانتینی در سال ۲۰۲۳ میلادی با قراردادی ۸/۵ ساله با قیمت ۱۰۶٫۸ میلیون پوند به چلسی پیوست که رقمی رکوردشکن به حساب می‌آید. این مبلغ رکورد نقل و انتقالات باشگاه چلسی یعنی انتقال ۹۷٫۵میلیون پوندی لوکاکو از اینتر میلان و همچنین رکورد انتقال ۱۰۰ میلیون پوندی جک گریلیش به منچستر سیتی به عنوان گران‌ترین خرید تاریخ لیگ برتر را شکست.
نکته جالب توجه این است که باشگاه سابق انزو فرناندز یعنی ریور پلاته از این انتقال چیزی حدود ۴۱ میلیون یورو به دست خواهد آورد. این در حالی است که رکورد نقل و انتقالاتی تاریخ باشگاه ریور پلاته، انتقال ۳۵ میلیون یورویی خاویر ساویولا به بارسلونا بود.

## آمار ملی

### بازی‌های ملی
تا تاریخ ۲۱ نوامبر ۲۰۲۳
| آرژانتین | آرژانتین | آرژانتین | آرژانتین |
| سال      | بازی     | گل       | پاس گل   |
| -------- | -------- | -------- | -------- |
| ۲۰۲۲     | ۱۰       | ۱        | ۱        |
| ۲۰۲۳     | ۹        | ۲        | ۲        |
| ۲۰۲۴     | ۱۵       | ۱        | ۲        |
| ۲۰۲۵     | ۲        | ۱        | ۱        |
| مجموع    | ۳۶       | ۵        | ۶        |

### گل‌های ملی
| شماره | تاریخ           | میزبان            | بازی ملی | حریف     | نتیجه | رقابت                  |
| ----- | --------------- | ----------------- | -------- | -------- | ----- | ---------------------- |
| ۱     | ۲۶ نوامبر ۲۰۲۲  | لوسیل             | ۵        | مکزیک    | ۲–۰   | جام جهانی ۲۰۲۲ قطر     |
| ۲     | ۲۸ مارس ۲۰۲۳    | سانتیاگو دل استرو | ۱۲       | کوراسائو | ۷–۰   | دوستانه                |
| ۳     | ۱۲ سپتامبر ۲۰۲۳ | لاپاز             | ۱۵       | بولیوی   | ۳–۰   | مقدماتی جام جهانی ۲۰۲۶ |

## افتخارات
دیفنسا جاستیکیا
- جام سودامریکانا: ۲۰۲۰[۱]
- رکوپا سودامریکانا: ۲۰۲۱[۱]

ریور پلاته
- لیگ برتر فوتبال آرژانتین: ۲۰۲۱[۱]
- Trofeo de Campeones: 2021[۱]

بنفیکا
- لیگ برتر فوتبال پرتغال: ۲۳–۲۰۲۲[۴]

چلسی
- لیگ کنفرانس اروپا: ۲۵–۲۰۲۴[۵]
- جام جهانی باشگاه‌ها: ۲۰۲۵[۶]
- جام اتحادیه باشگاه‌های انگلستان نایب قهرمان: ۲۴–۲۰۲۳[۷]

آرژانتین
- جام جهانی فوتبال: ۲۰۲۲[۸]
- کوپا آمریکا: ۲۰۲۴[۹]

انفرادی
- تیم فصل جام سودامریکانا کونمبول: ۲۰۲۰[۱]
- بهترین‌های جام جهانی فوتبال: ۲۰۲۲[۱۰]
- تیم فصل لیگ کنفرانس اروپا: ۲۵–۲۰۲۴[۱۱]